# National Marine Electronics Association
National Marine Electronics Association – mająca swoją siedzibę w USA organizacja, działająca w dziedzinie przemysłu elektroniki morskiej.
NMEA promuje standardy projektowania, produkcji i użytkowania w marynarce urządzeń elektronicznych, np. pomiarowych, nawigacyjnych, komunikacyjnych. Opublikowała m.in. standardy komunikacyjne NMEA 0183 i NMEA 2000.